# 卡爾馬
卡爾馬（瑞典語：Kalmar）是瑞典東部的一座城市，也是卡爾馬省的首府，瀕臨波羅的海。人口34,000，若包含整個都會區的話則有人口60,000。
1397年，丹麦、挪威和瑞典在该城达成协议，三国共戴一王，史称“卡尔马联盟”。

## 姐妹城市
- 波蘭格但斯克
- 芬兰萨翁林纳
- 美国威爾明頓
- 土耳其薩姆松